# Biha
Biha is een bestuurslaag in het regentschap Lampung Barat van de provincie Lampung, Indonesië. Biha telt 2620 inwoners (volkstelling 2010).